# MTV Pulse (Itálie)
MTV Pulse byl italský televizní kanál, který (podobně jako sesterský kanál MTV Hits) vysílal nonstop hudbu. Hudba na tomto kanále byla rozdělená do několika tematických bloků. Tato stanice přebírala mnoho pořadů od kanálů MTV a MTV Italy.
Dne 10.1.2011 ukončil tento kanál své vysílání a na jeho pozici odstartoval celoevropský kanál MTV Dance.

## Dostupnost
Tento kanál byl dostupný v satelitní platformě SKY Italia (na kanále 707) a v italských IPTV TVdiFASTWEB, Alice Home TV a Infostrada TV.

## Pořady
- 30 minutes of
- A Shot at Love with Tila Tequila
- Clipshake
- Coffee Break
- College Rock
- Dance Hour
- Girls Rock!
- Life of Ryan
- Love Test
- Milk & Clip
- Mighty Moshin' Emo Rangers
- My Super Sweet Sixteen
- Pimp My Ride
- Rock Hour
- TRL Italy
- TRL Top 10 Countdown
- Urban Hour
- Videorama